# 日落公园

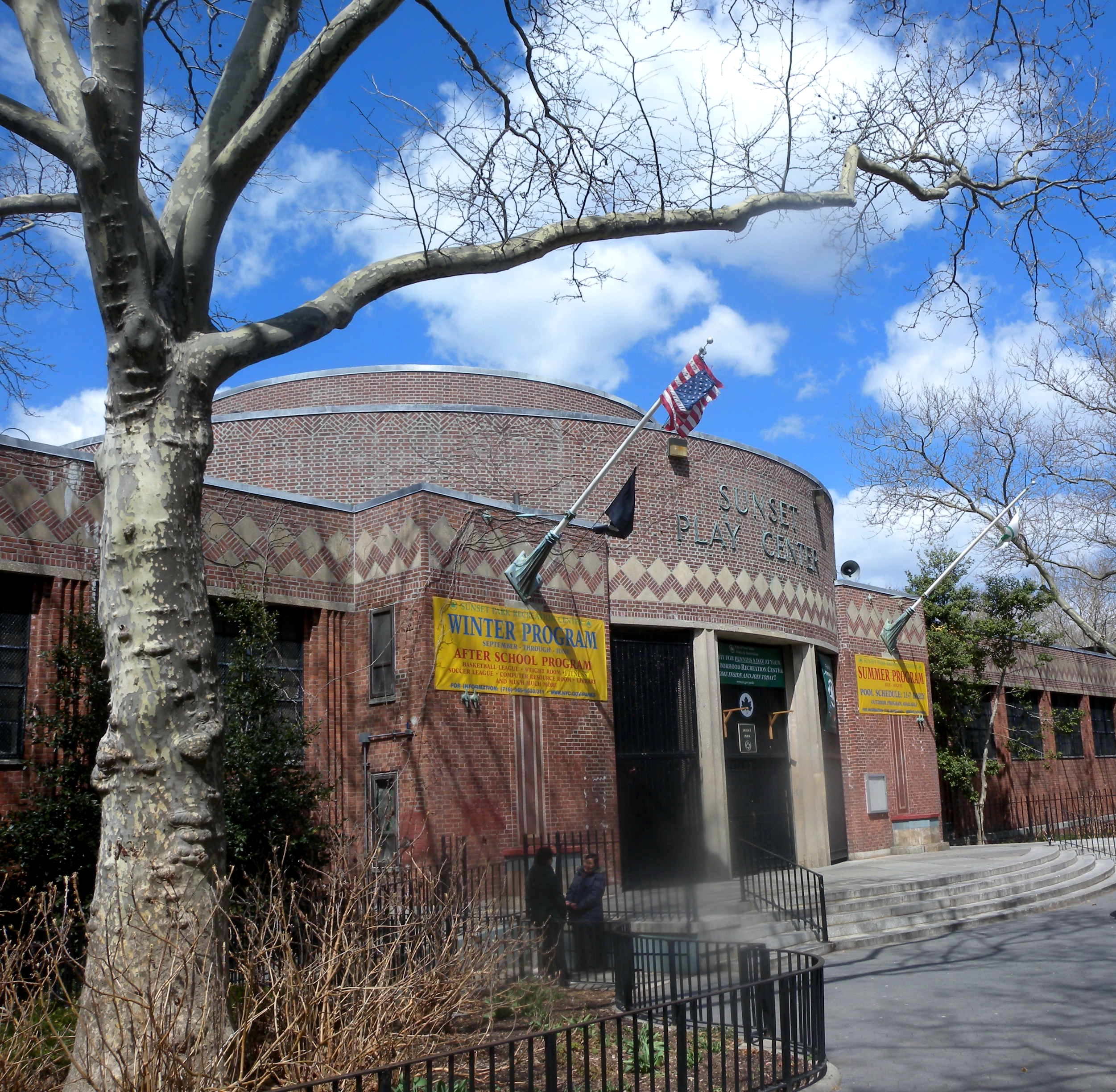
The landmark Sunset Play Center

日落公园（Sunset Park）是美国纽约市布鲁克林区西部的一片街区，北到格林伍德高地，东到市镇公园（Borough Park），南到湾脊（Bay Ridge），西到上纽约湾。
该街区居民主要是萨尔瓦多人和华人，以及其他拉美裔美国人、印度人和挪威人。拉美裔人口的核心是第五大道以西，而中国人口的中心，现在称为布鲁克林华埠，从第七大道向东到市镇公园。第5和第7大道之间的区域大多是杂居。 
街区内有一同名公园，位于第41街和第44街，以及第五大道和第七大道之间。街区的主街是第五大道。该街区也是杰基格利森巴士车厂所在地。

## 布魯克林小福州
從1980年代開始很多華人搬過來日落公園安定在八大道慢慢成為了布鲁克林華埠. 以前是一個小廣東人唐人街但是從2000年開始很多福州人流入這個區然後這個華人區寬闊了很大以及變成全紐約最大的福州人聚居區. 

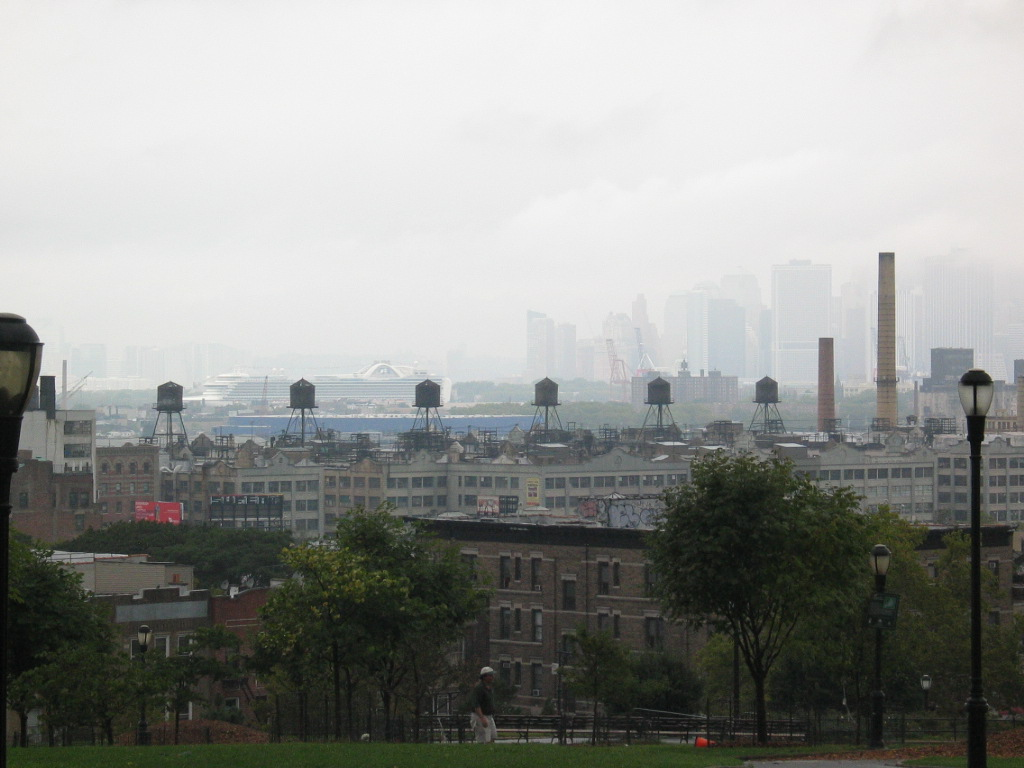
Bush Terminal

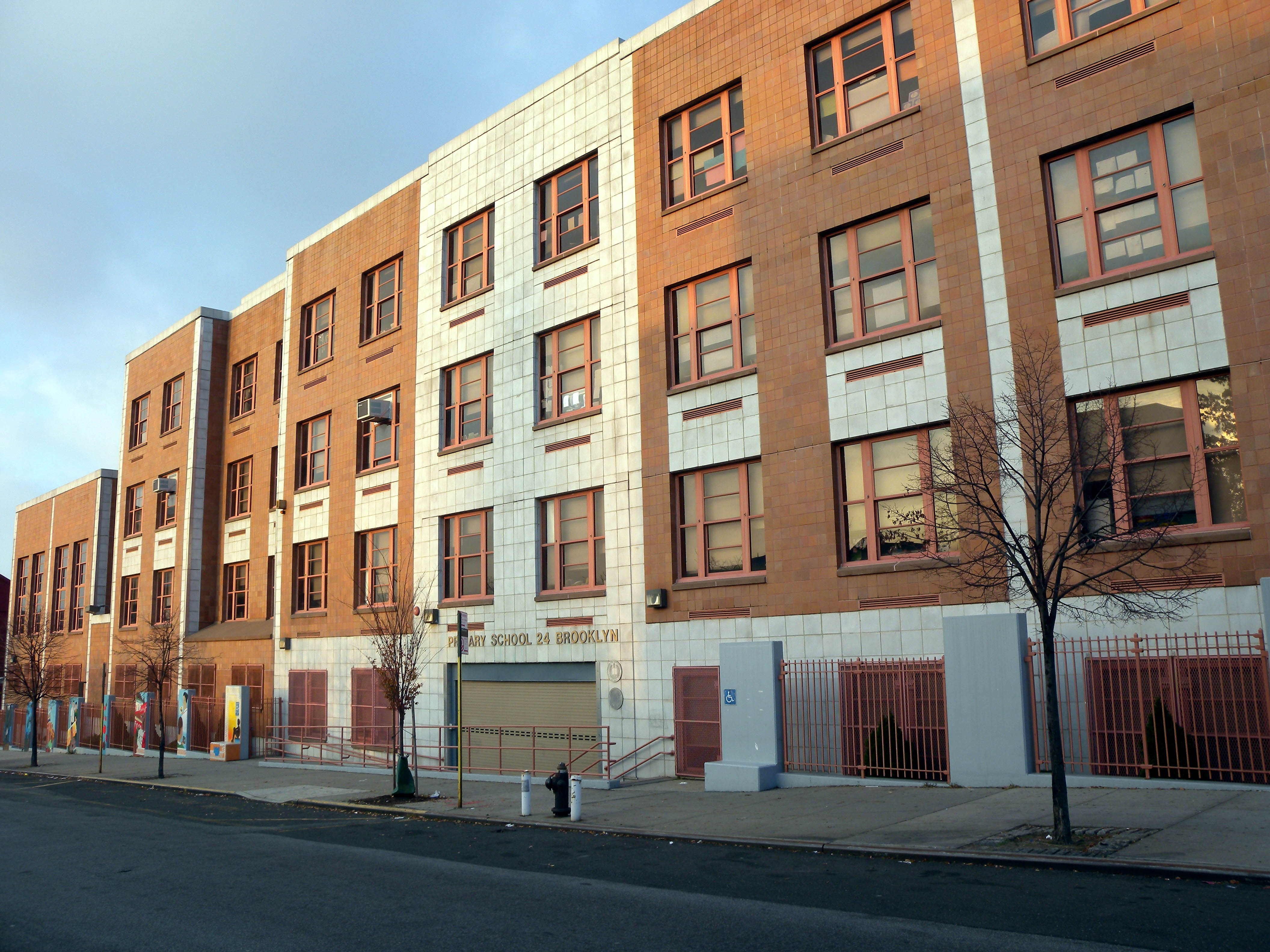
Elementary School 24

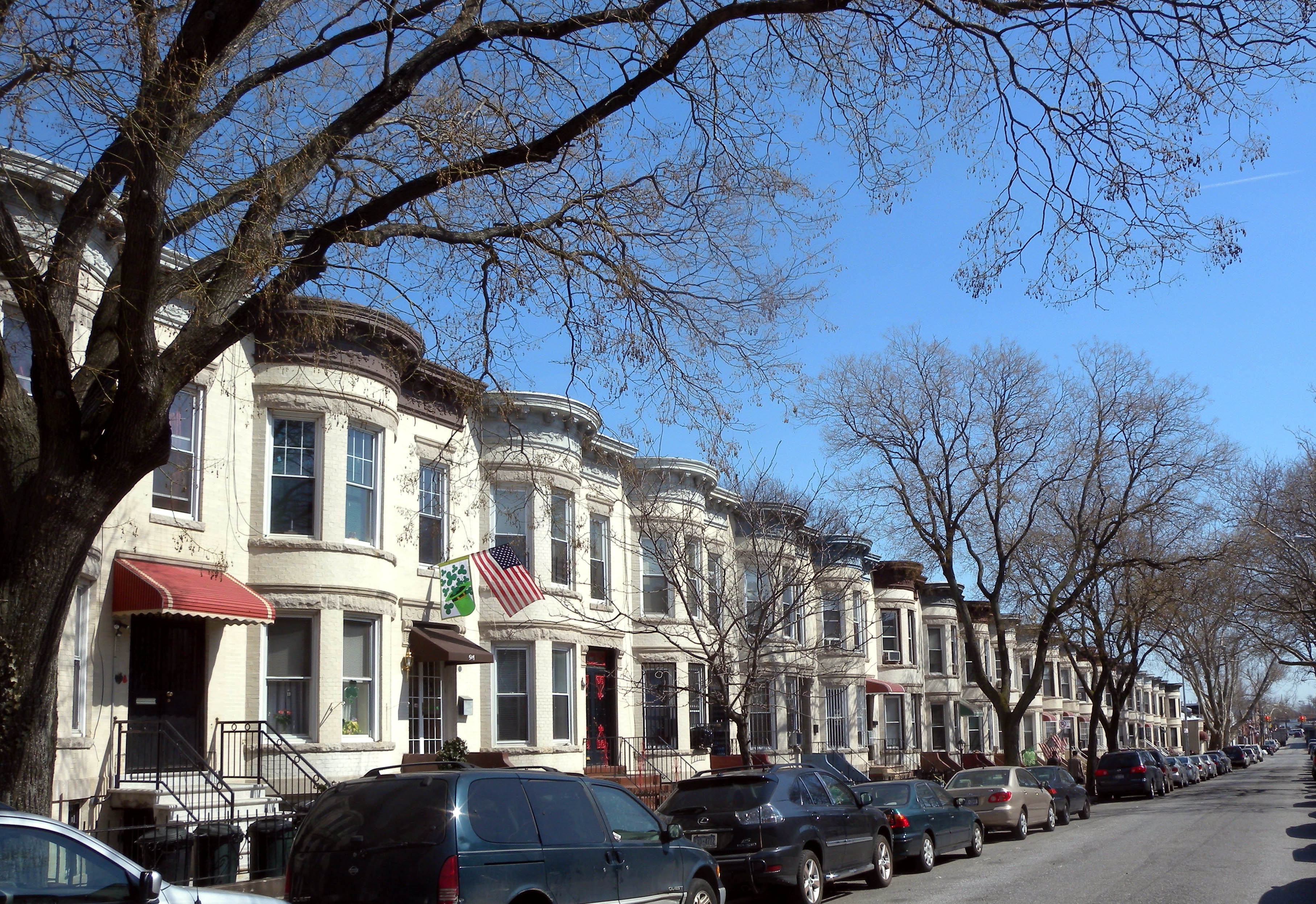
日落公園的住宅群

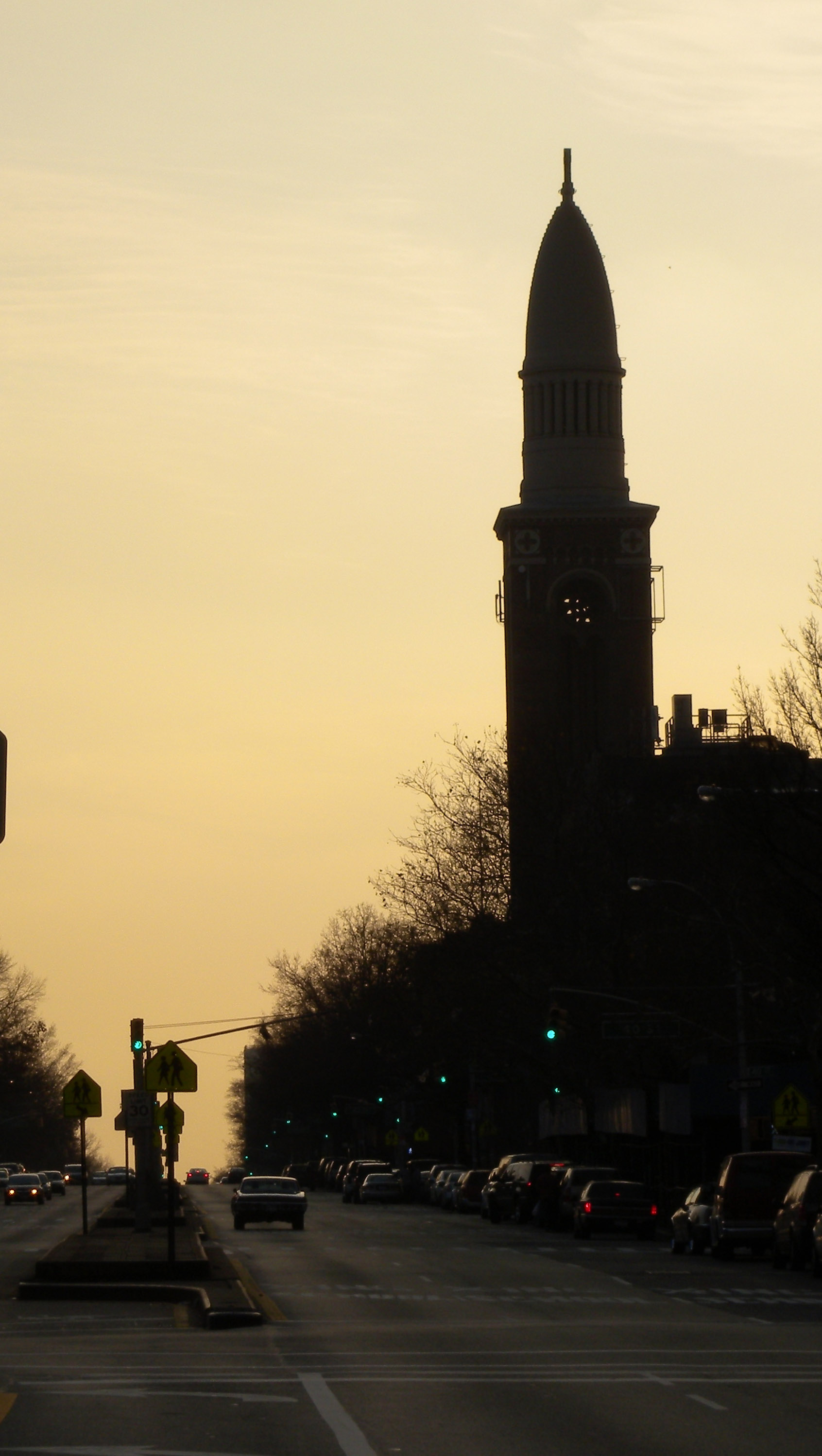
St Michael's Church

## 外部連結
- Sunset Park Business Improvement District （页面存档备份，存于）
- Pictures of Sunset Park, Brooklyn （页面存档备份，存于）